# 马蒂格
马蒂格（法語：Martigues，法語發音：[maʁtiɡ]），法国东南部城市，普罗旺斯-阿尔卑斯-蓝色海岸大区罗讷河口省的一个市镇，隶属于伊斯特尔区，其市镇面积为71.44平方公里，2022年1月1日时人口数量为48,818人，是该省人口第四多的市镇，在法国城市中排名第136位。
马蒂格位于罗讷河口省中部，市镇东西两侧分别与贝尔湖和地中海相邻，连接两个水域之间的卡龙特运河由马蒂格市中心通过，并形成了多条水道，被称为“普罗旺斯的威尼斯”（Venise provençale）。马蒂格也是一个区域性的工业中心，境内有大型炼油厂及化工企业，同时也是马赛的一个远郊卫星城，通过通勤铁路和城际巴士连接马赛市区。

## 地名来源
“马蒂格”一名最初于964年以“Martigum”的形式被记载，根据法国史学家阿尔贝·多扎的论述，该名称前半部分“Mart-”意为“岩石”，可能与当地的自然景观有关。在奥克语普罗旺斯方言中，马蒂格被写作“lo Martegue”。

## 历史

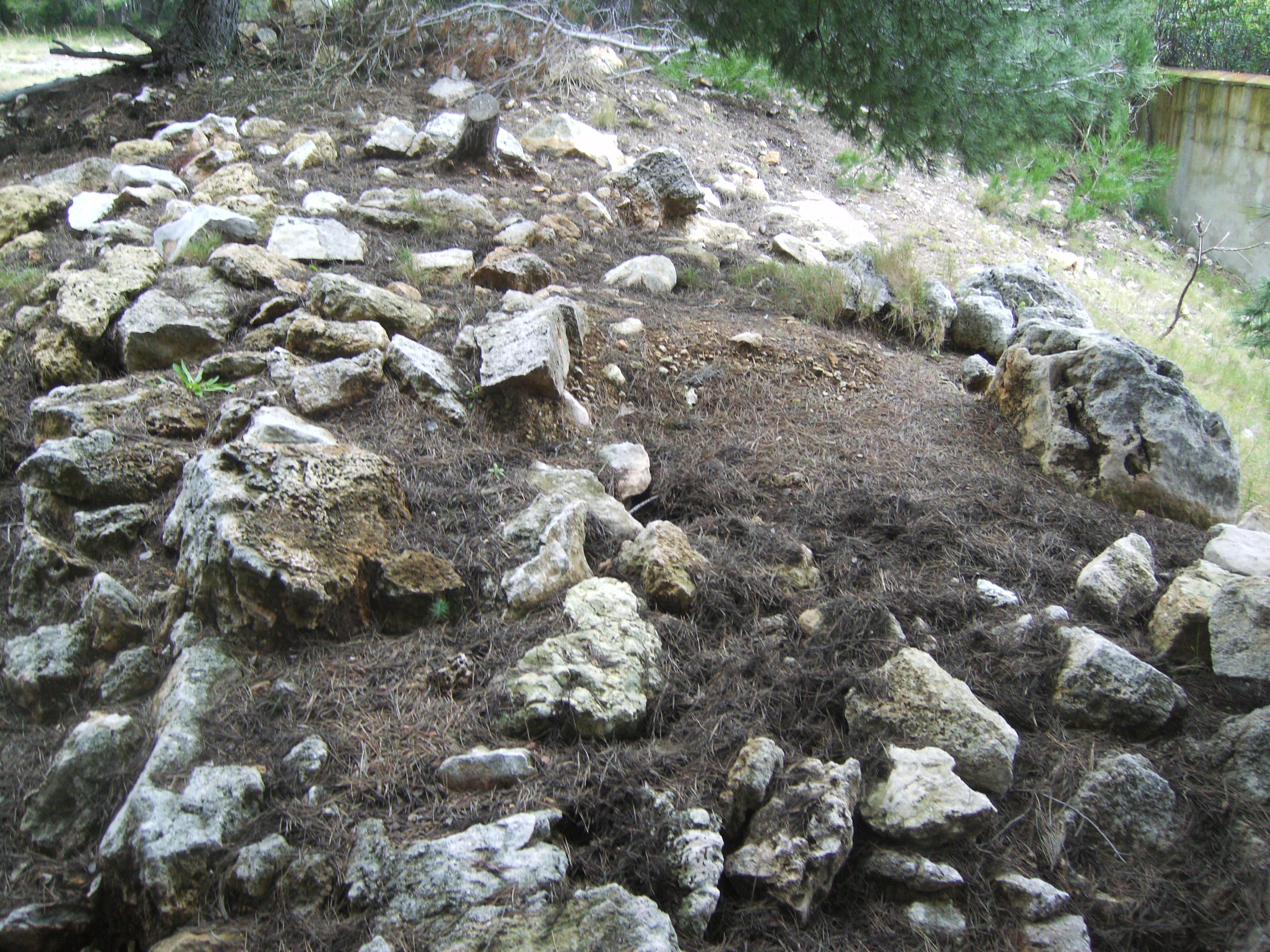
塔马里斯城墙遗迹

马蒂格境内曾发现新石器时期的人类活动遗迹，经现代考古研究认定其最早年代可追溯至公元前4000年。高卢时期，阿瓦蒂克人在此活动，其地中海沿岸的一处岬角附近逐渐形成一座商业集镇，被称为“塔马里斯城”（现为马蒂格的一个街区）。公元前2世纪时，塔马里斯成为阿瓦蒂克人的都城，与福西亚有着较为密切的商业往来，当地也出现了古希腊风格的建筑。罗马人入侵后，在卡龙特湖东端建造滨海阿瓦蒂科鲁姆（今费里耶尔街区），成为地中海的一个区域性港口，并逐渐替代了塔马里斯城。公元5世纪时，受到外敌入侵的影响，当地居民由滨海阿瓦蒂科图姆逐渐迁移至卡龙特湖的一处岛屿之上。中世纪时期，马蒂格长期隶属于普罗旺斯伯国，环绕城市修建的城墙于13世纪建成。1472年，马蒂格领主获得子爵爵位，并于1580年成为亲王。1581年，在亨利三世的支持下，费里耶尔、岛区和容吉耶尔三个聚落合并，成为扼守贝尔湖出水口的一个完整城市。18世纪初，马蒂格及附近区域遭遇严重的黑死病疫情，造成大量人员伤亡。法国大革命后，马蒂格成为罗讷河口省的一个市镇。工业革命期间，一条沿地中海修建的地方铁路由马蒂格通过，连接贝尔湖与地中海之间的卡龙特湖被加宽和加深，并于贝尔湖连通，成为卡龙特运河，并于1863年通航。20世纪后，马蒂格境内建成了大型炼油厂，为当地带来了大量的就业岗位，也使得当地人口数量不断增加。20世纪末，马蒂格逐渐发展成为一座重要的旅游城市，同时也因通勤铁路的运行而成为马赛的一座远郊卫星城。

## 地理

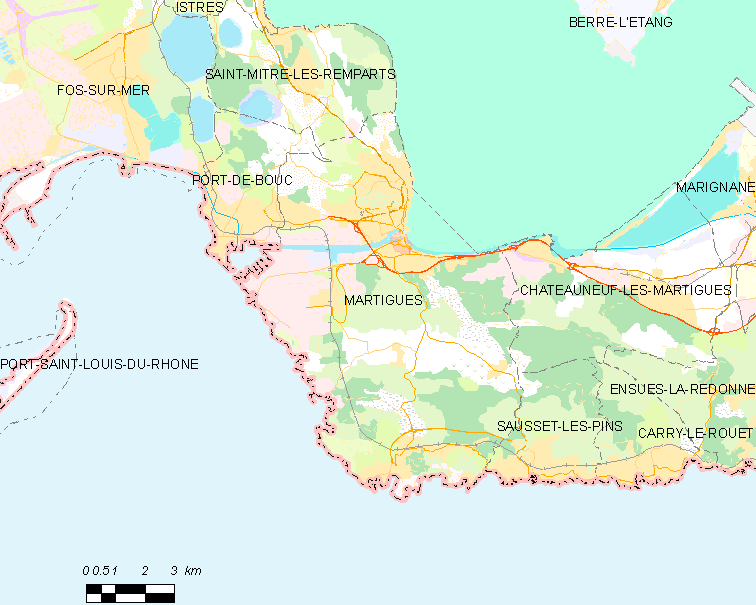
马蒂格市镇范围地图

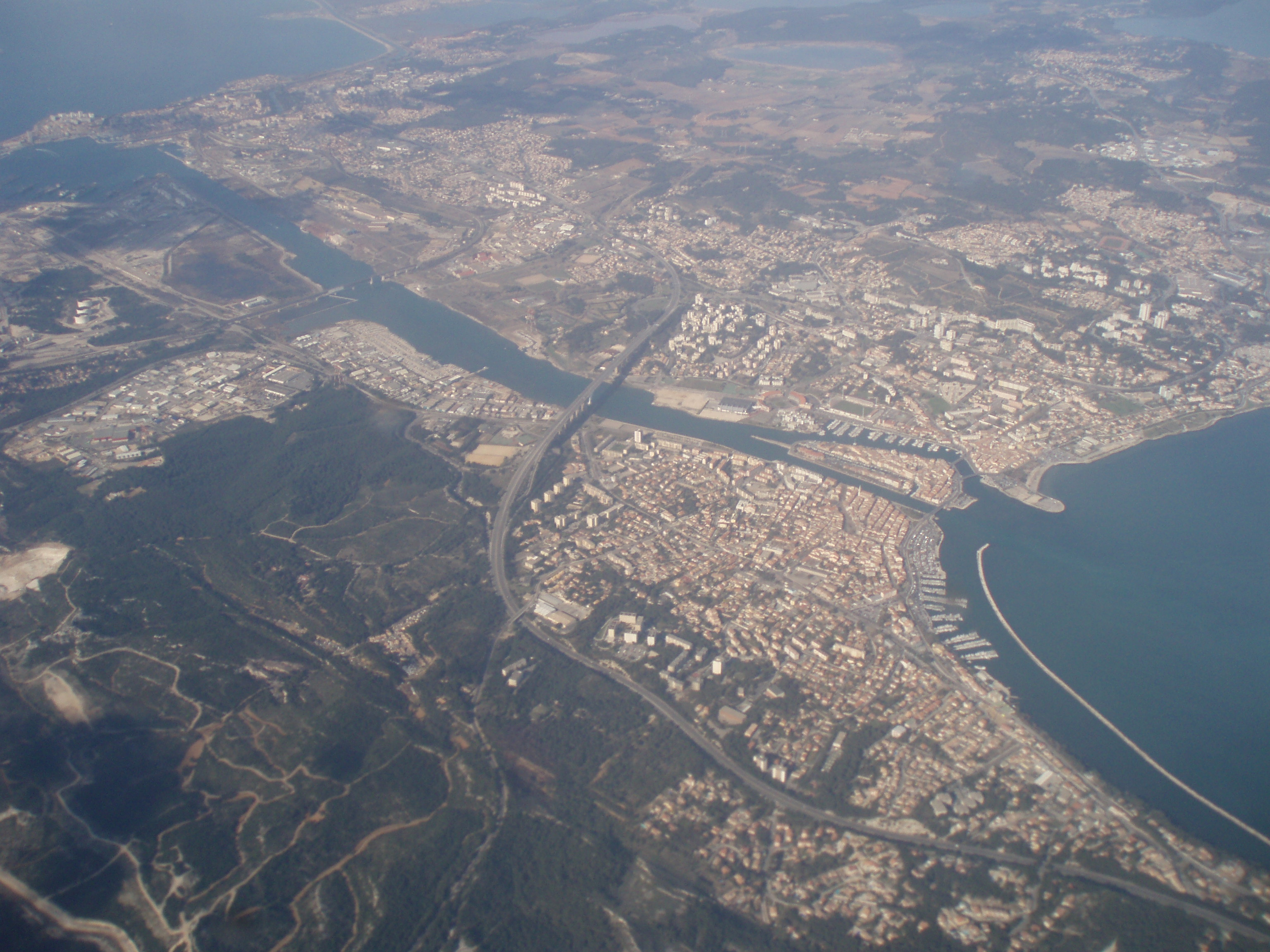
航拍马蒂格

马蒂格位于法国东南部，普罗旺斯-阿尔卑斯-蓝色海岸大区西南部和罗讷河口省中部，其市中心距离省会马赛大约37公里。与马蒂格接壤的市镇包括：布克港、圣米特尔莱朗帕尔、马蒂格新堡、索塞莱潘、贝尔莱唐。

### 地形
马蒂格位于埃斯塔克山西北部，境内以丘陵为主，市镇中心地势较为平坦，全境海拔在0到187米之间。

### 水文
连接地中海和贝尔湖的卡龙特运河横穿马蒂格，该河在马蒂格附近分为三条水道：博桑格水道、塞巴斯蒂安水道及加利费水道，其中塞巴斯蒂安水道从马蒂格的历史城区通过，周边有大片传统建筑，马蒂格也因此被称为“普罗旺斯的威尼斯”。除此之外，马蒂格南部的埃斯塔克山区也有多条小溪。

### 植被
马蒂格属于亚热带常绿硬叶林区，林地广泛分布于市区南部的埃斯塔克山区。
在鲜花城市的评比中，马蒂格被评为4星级（最高级）鲜花城市。

### 气候
马蒂格在柯本气候分类法中属于地中海气候，夏季干燥炎热，冬季温暖湿润，全年日照充足。
马蒂格市区南部的库罗讷角街区设有气象站，以下为该气象站的数据（日照数据取自马赛机场）：
| 马蒂格1981年－2019年 | 马蒂格1981年－2019年 | 马蒂格1981年－2019年 | 马蒂格1981年－2019年 | 马蒂格1981年－2019年 | 马蒂格1981年－2019年 | 马蒂格1981年－2019年 | 马蒂格1981年－2019年 | 马蒂格1981年－2019年 | 马蒂格1981年－2019年 | 马蒂格1981年－2019年 | 马蒂格1981年－2019年 | 马蒂格1981年－2019年 | 马蒂格1981年－2019年 |
| 月份                 | 1月                  | 2月                  | 3月                  | 4月                  | 5月                  | 6月                  | 7月                  | 8月                  | 9月                  | 10月                 | 11月                 | 12月                 | 全年                 |
| -------------------- | -------------------- | -------------------- | -------------------- | -------------------- | -------------------- | -------------------- | -------------------- | -------------------- | -------------------- | -------------------- | -------------------- | -------------------- | -------------------- |
| 历史最高温 °C（°F）  | 19.5 (67.1)          | 19.6 (67.3)          | 24 (75)              | 28.4 (83.1)          | 31.6 (88.9)          | 32.8 (91.0)          | 39.4 (102.9)         | 36 (97)              | 34.2 (93.6)          | 27.6 (81.7)          | 23 (73)              | 19.5 (67.1)          | 39.4 (102.9)         |
| 平均高温 °C（°F）    | 10.9 (51.6)          | 11.7 (53.1)          | 14.6 (58.3)          | 17.3 (63.1)          | 21.6 (70.9)          | 25.4 (77.7)          | 29.3 (84.7)          | 27.9 (82.2)          | 25.3 (77.5)          | 20.5 (68.9)          | 14.7 (58.5)          | 11.8 (53.2)          | 19.2 (66.6)          |
| 日均气温 °C（°F）    | 7.9 (46.2)           | 8.5 (47.3)           | 10.8 (51.4)          | 13.4 (56.1)          | 17.3 (63.1)          | 21.1 (70.0)          | 24.8 (76.6)          | 23.5 (74.3)          | 21.3 (70.3)          | 17.3 (63.1)          | 11.8 (53.2)          | 9 (48)               | 15.6 (60.1)          |
| 平均低温 °C（°F）    | 5 (41)               | 5.4 (41.7)           | 7.1 (44.8)           | 9.5 (49.1)           | 13.3 (55.9)          | 16.7 (62.1)          | 20.3 (68.5)          | 19.2 (66.6)          | 17.3 (63.1)          | 14.2 (57.6)          | 9.2 (48.6)           | 6.3 (43.3)           | 12 (54)              |
| 历史最低温 °C（°F）  | −10.5 (13.1)         | −7.5 (18.5)          | −1.7 (28.9)          | 2 (36)               | 5.8 (42.4)           | 8.2 (46.8)           | 13.4 (56.1)          | 12.3 (54.1)          | 10.4 (50.7)          | 5.5 (41.9)           | −2.5 (27.5)          | −4 (25)              | −10.5 (13.1)         |
| 平均降水量 mm（）    | 69.5 (2.74)          | 67.6 (2.66)          | 36.3 (1.43)          | 74.7 (2.94)          | 49.3 (1.94)          | 24.6 (0.97)          | 13 (0.5)             | 61 (2.4)             | 105.6 (4.16)         | 120.7 (4.75)         | 78.4 (3.09)          | 49.7 (1.96)          | 750.3 (29.54)        |
| 月均日照時數         | 145.1                | 173.7                | 238.7                | 244.5                | 292.9                | 333.4                | 369.1                | 327.4                | 258.6                | 187.1                | 152.5                | 134.9                | 2,857.9              |
| 来源：infoclimat.fr  |                      |                      |                      |                      |                      |                      |                      |                      |                      |                      |                      |                      |                      |

## 行政区划
马蒂格是法国普罗旺斯-阿尔卑斯-蓝色海岸大区罗讷河口省的一个市镇，编号为13056。马蒂格隶属于伊斯特尔区，隶属于罗讷河口省第十三选区，管理马蒂格县，同时也是艾克斯-马赛普罗旺斯都会区的组成部分。
马蒂格市镇被划为19个街区，自1983年起实行街区自治制度。
法国国家统计与经济研究所（简称）在进行数据统计时，将马蒂格及相邻的另外49个市镇设为马赛-普罗旺斯地区艾克斯城市核心区，并将包括核心区在内的周边共90个市镇划为马赛-普罗旺斯地区艾克斯城市区。自2020年起，马赛-普罗旺斯地区艾克斯城市区被包含131个市镇的马赛-普罗旺斯地区艾克斯城市辐射区代替。此外，还将马蒂格市镇分为了20个“块区”（IRIS），以便于统计人口分布情况。

## 交通

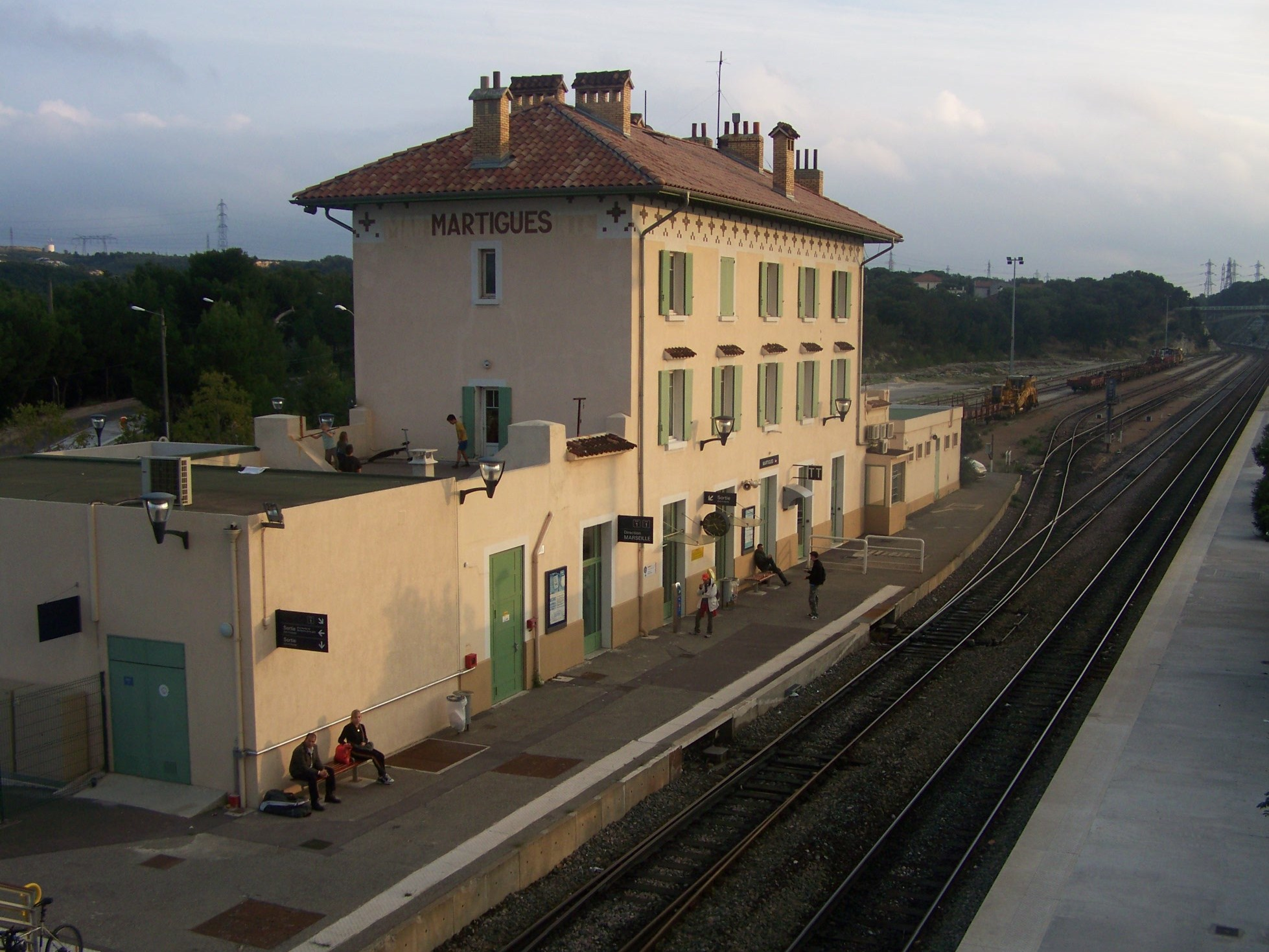
马蒂格火车站主站房

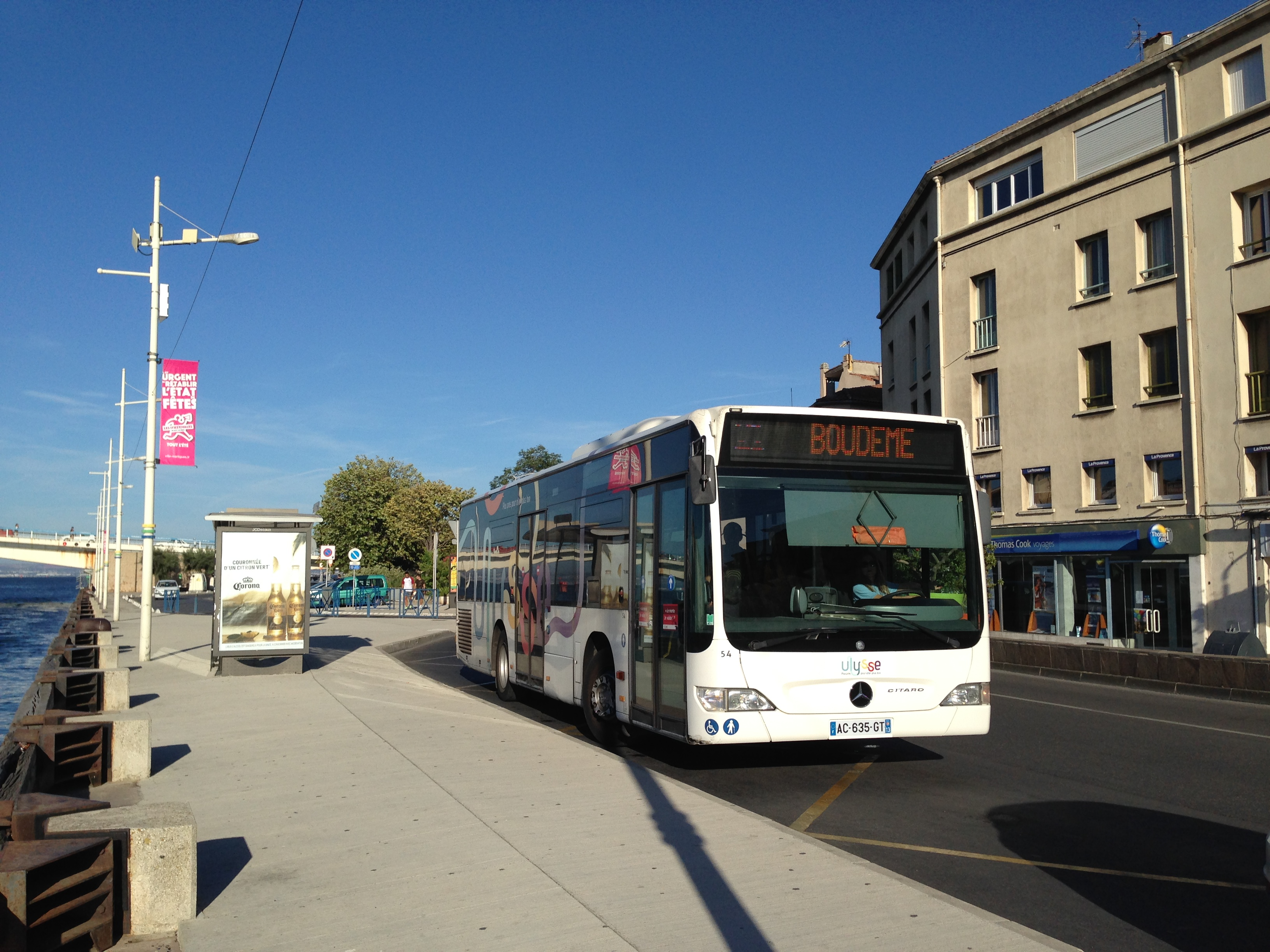
马蒂格的一辆公共汽车

### 公路
A55高速公路与法国国道N568线从马蒂格市区中南部经过，通过多处出入口与市区连接，此外多条罗讷河口省省道在马蒂格境内交汇。普罗旺斯-阿尔卑斯-蓝色海岸大区下属的城际客运提供巴士线路，可前往马赛、普罗旺斯地区艾克斯、日尼亚克拉内特、马里尼亚讷等地。
2017年，75%的马蒂格家庭拥有至少一辆私人汽车。2019年，马蒂格境内共发生各类交通事故36起，造成4人遇难，52人受伤。

### 铁路
马蒂格位于米拉马斯－莱斯塔克铁路上，其市镇范围内共有三个车站：圣人十字站、马蒂格站和拉库罗讷-加罗站，三站均停靠往返于马赛和米拉马斯之间的区域列车。

### 航空
距离马蒂格最近的民用航空站为马赛普罗旺斯机场，距离马蒂格市中心的公路里程约23公里。

### 城市公共交通
马蒂格城市公共交通（商业名称为）是当地的城市公共交通系统，自2017年起成为大都会交通网的组成部分。截至2021年4月，该系统共包括24条常规公交线路和1条市中心摆渡小巴士，路网覆盖了马蒂格市区内的主要街道和居民区。

## 政治
马蒂格的现任市长为加比·沙鲁先生，他是法国共产党的一名成员，在2020年的市政选举中获得了60.93%的支持率。
在2017年的法国总统大选中，法国第25任总统埃马纽埃尔·马克龙在马蒂格获得了52.21%的支持率。
| 马蒂格历届市长 |                                 |                      |
| 任期           | 市长                            | 党派                 |
| 1944年－1945年 | Albert Long 阿尔贝·隆           | 不详                 |
| 1945年－1946年 | Jean Toulmond 让·图尔蒙         | 不详                 |
| 1946年－1947年 | Francis Turcan 弗朗西斯·蒂尔康  | PCF法国共产党        |
| 1947年－1953年 | Théodore Cheillan 泰奥多尔·谢扬 | SFIO工人国际法国支部 |
| 1953年－1959年 | Paul Pascal 保罗·帕斯卡         | SFIO工人国际法国支部 |
| 1959年－1968年 | Francis Turcan 弗朗西斯·蒂尔康  | PCF法国共产党        |
| 1969年－2009年 | Paul Lombard 保罗·隆巴尔        | PCF法国共产党        |
| 2009年－       | Gaby Charroux 加比·沙鲁         | PCF法国共产党        |

## 经济

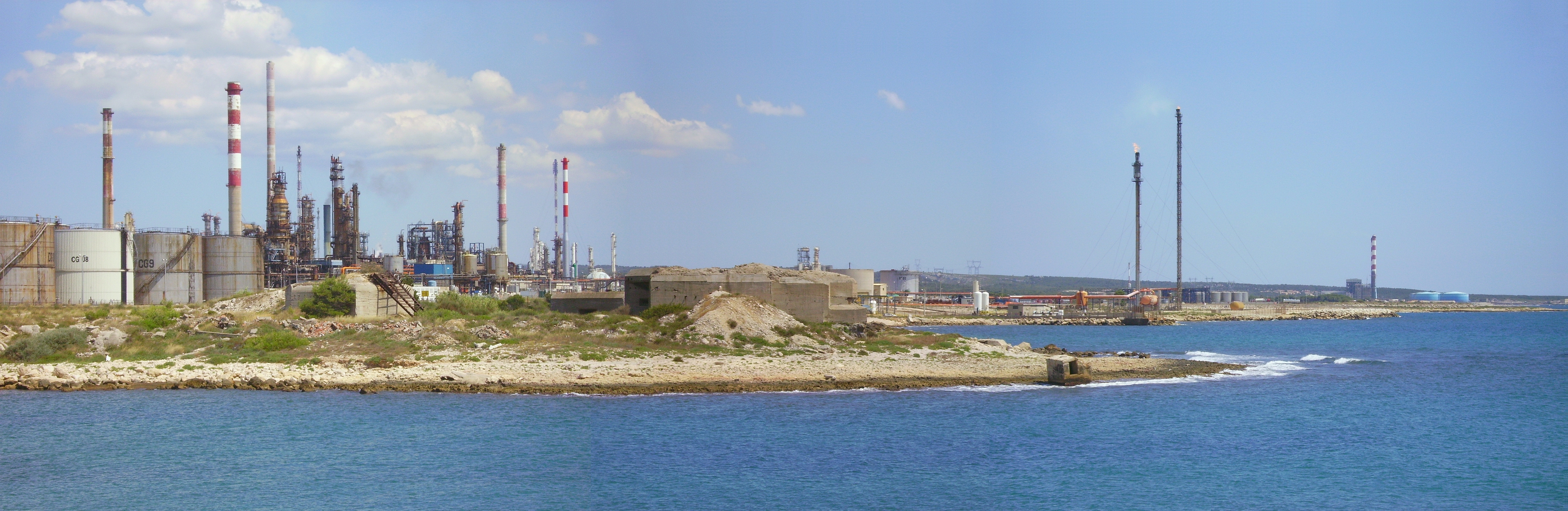
马蒂格附近的炼油厂

马蒂格是一个区域性的中心城市，当地共有各类用人单位6,618家，平均历史为15年，其中99.12%为中小型企业（PME）。（炼油）、（化工生产）及（基础化工生产）是当地2019年营业额最高的三个企业，分别为472,939,413欧元、427,430,695欧元和252,124,097欧元。

## 财政收入
2019年，马蒂格的财政收入总额为138,451,000欧元，财政支出总额为125,664,000欧元，当年的债务总额为31,813,100欧元。2020年，马蒂格共获得282,052,424欧元的国家财政补助，比上一年减少了0.02%。
2017年，马蒂格的人均月收入总额为2,315欧元，其中高级职员为3,834欧元，低于法国平均水平（4,214欧元）；中级职员为2,522欧元，高于法国平均水平（2,353欧元）；普通职员为1,689欧元，低于法国平均水平（1,690欧元）。
2017年，马蒂格境内的青壮年（15至64岁）失业率为15.4%，当地51%的家庭拥有纳税资格，平均纳税3,063欧元，低于法国平均水平（3,888欧元）。

## 人口
2018年，马蒂格市镇人口数量为48,420，在法国排名第136位。其中男性23,252人，女性24,936人，75岁及以上人口占9.5%，外籍人口数量为10,320人，人口密度为678人/平方公里，当地居民被称为（男性）或（女性）。2019年，马蒂格境内出生555人，死亡人口426人。
| 年份   | 1936   | 1946   | 1954   | 1962   | 1968   | 1975   | 1982   | 1990   | 1999   | 2006   | 2011   | 2016   | 2018   |
| ------ | ------ | ------ | ------ | ------ | ------ | ------ | ------ | ------ | ------ | ------ | ------ | ------ | ------ |
| 人口數 | 10,489 | 11,295 | 15,150 | 21,515 | 27,945 | 38,373 | 42,037 | 42,678 | 43,497 | 46,318 | 47,614 | 48,783 | 48,420 |

## 社会事务

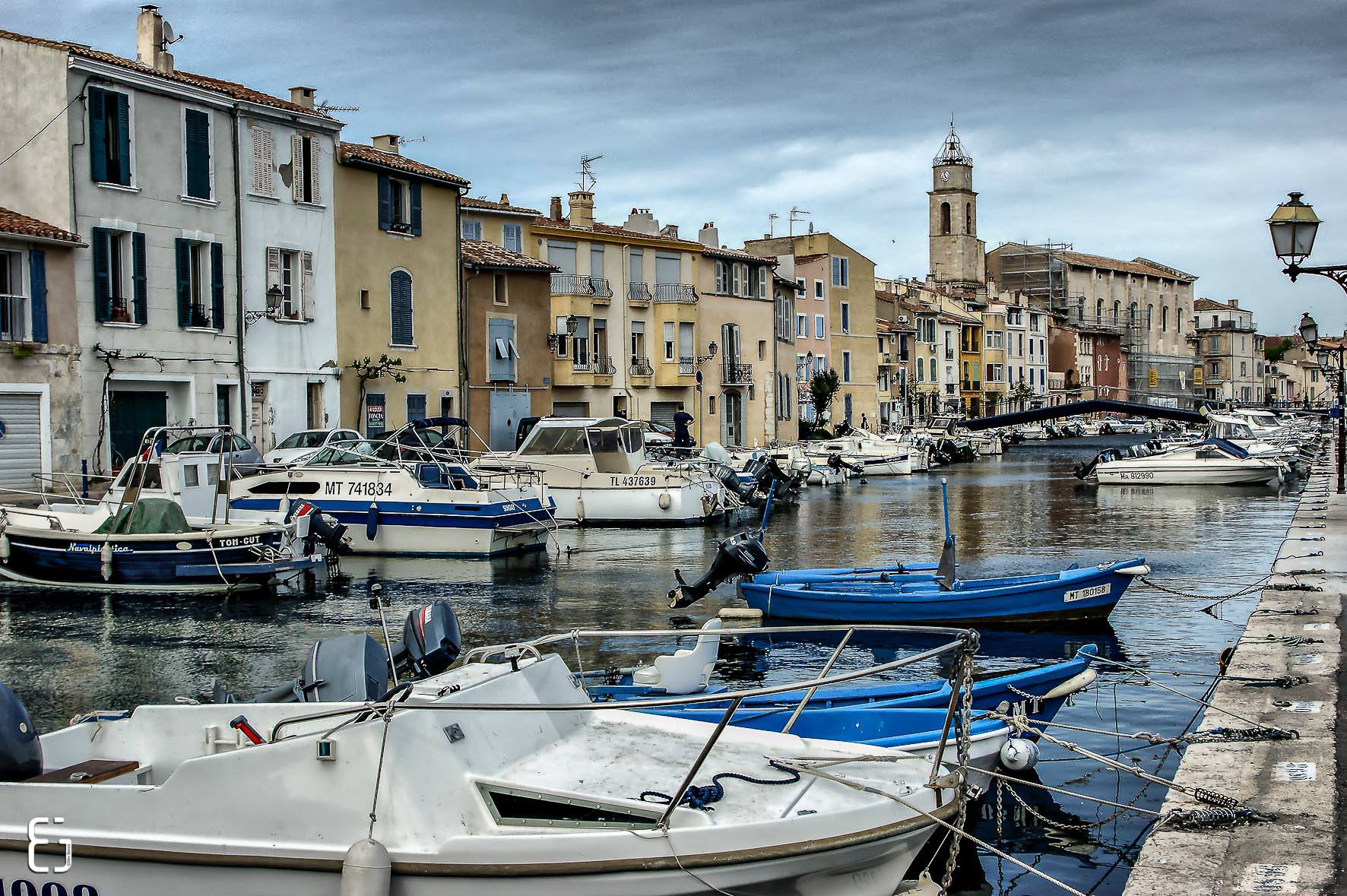
圣塞巴斯蒂安水道

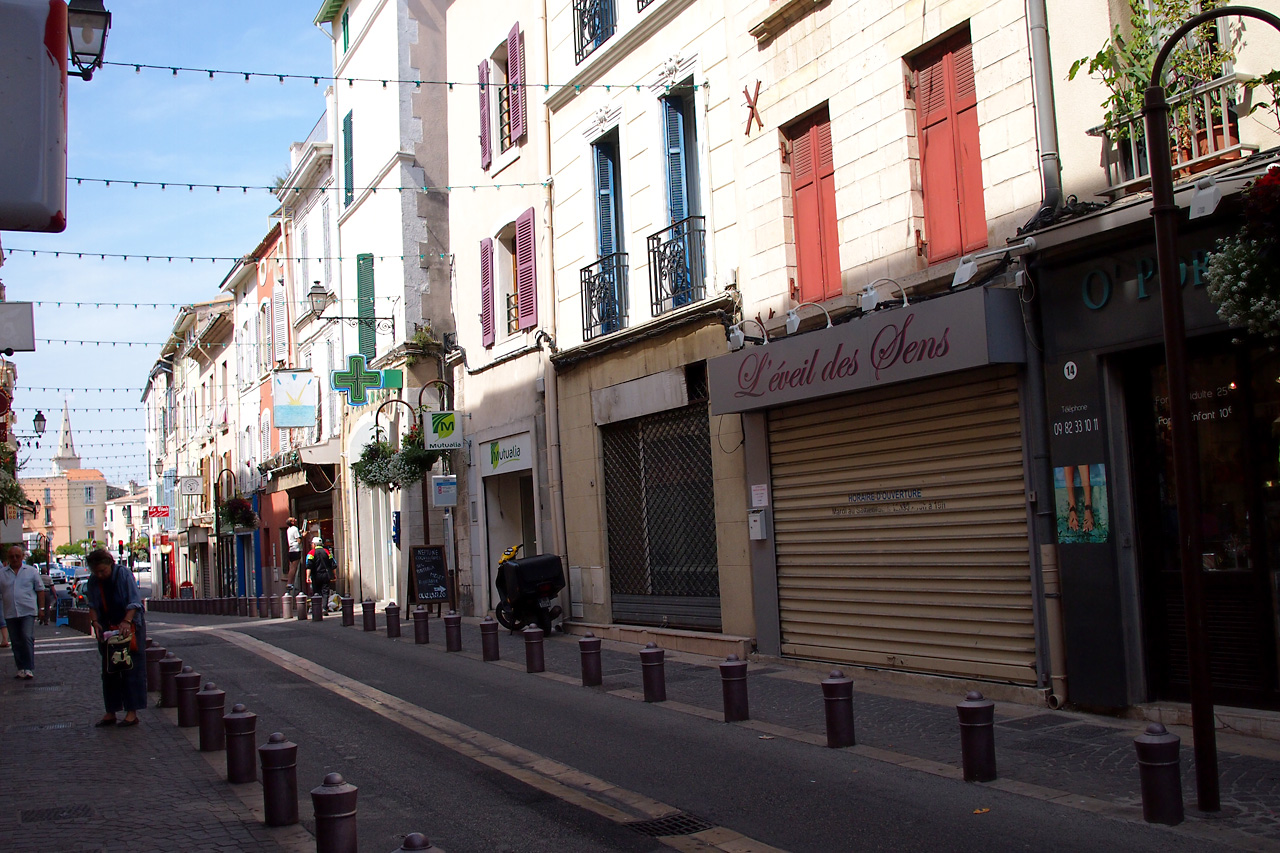
马蒂格市中心的一条街道

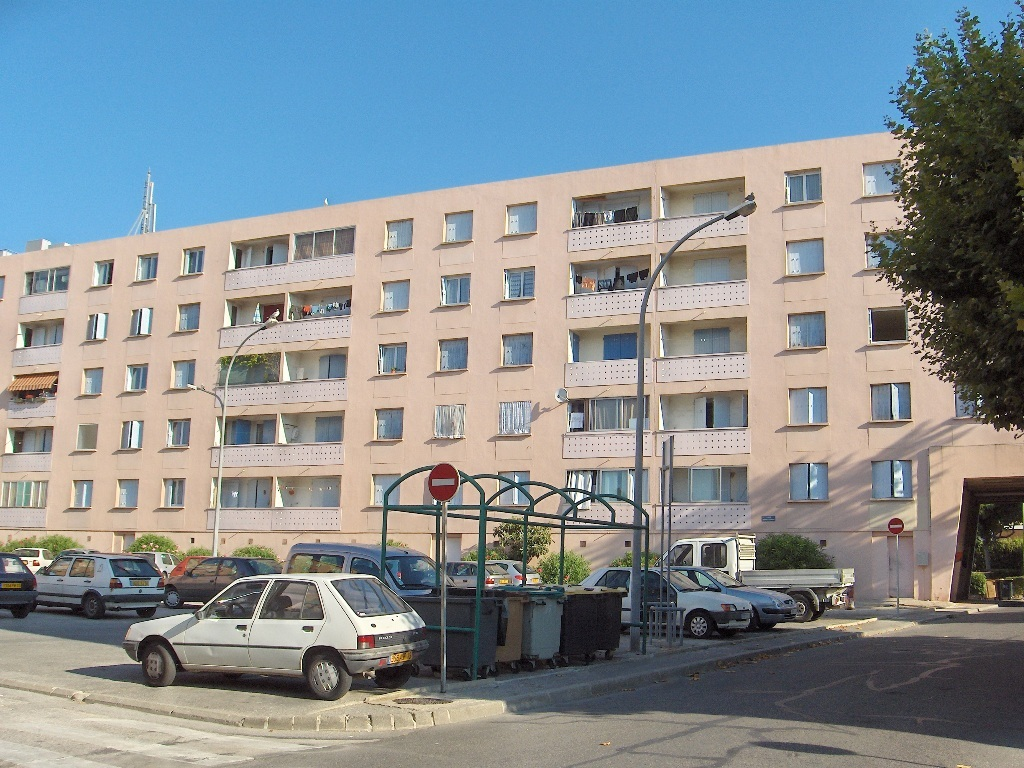
集中式居民区

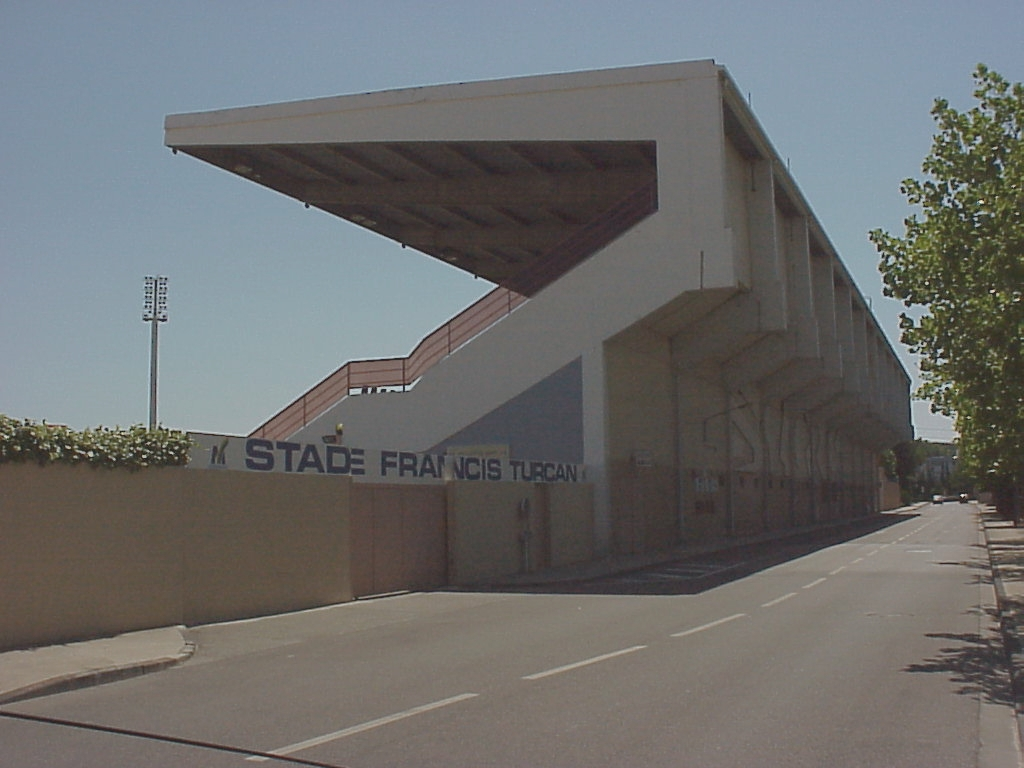
弗朗西斯·蒂尔康球场看台

### 教育
马蒂格属于艾克斯-马赛学区。截止2019年1月1日，马蒂格境内共有11所幼儿园、17所小学、4所初级中学、2所普通高中和3所职业高中。2018至2019学年度，马蒂格境内共有在校中等教育阶段学生3,983名。

### 医疗
截止2019年1月1日，马蒂格境内共有全科医生54名、保健师66名、牙医28名、护士111名、耳科医生2名、眼科医生8名、皮肤科医生5名、助产士5名、儿科医生3名和妇科医生1名。境内共有药房19家、养老院6家、残疾人帮扶中心2家。
马蒂格中心医院（Centre Hospitalier de Martigues）是法国的一个区域性医疗机构，其主病区“莱拉耶特中心医院”（Centre hospitalier Hôpital des Rayettes）位于马蒂格市区，设有床位209个，是当地规模最大的公立综合性医院；此外当地还有一家拥有102个床位的康复中心。
截止2019年1月1日，马蒂格境内共有全科医生54名、保健师66名、牙医28名、护士111名、耳科医生2名、眼科医生8名、皮肤科医生5名、助产士5名、儿科医生3名和妇科医生1名。境内共有药房19家、养老院6家、残疾人帮扶中心2家。
马蒂格中心医院（Centre Hospitalier de Martigues）是法国的一个区域性医疗机构，其主病区“莱拉耶特中心医院”（Centre hospitalier Hôpital des Rayettes）位于马蒂格市区，设有床位209个，是当地规模最大的公立综合性医院；此外当地还有一家拥有102个床位的康复中心。

### 住房
2017年，马蒂格境内共有各类住房25,227套，其中38.5%为独立式居民区，61%为集中式居民区。常住房屋占马蒂格市镇范围内居民建筑总量的87.4%。
在住房保障政策方面，2017年，马蒂格境内共有5,617户家庭获得了住房经济补助，受益人数占总人口数量的11.7%，其中5,469份为房租补助。

### 商业
2019年，马蒂格境内共有各类实体商铺1,310家，其中餐厅245家、大型超市7家、杂货店32家、面包房40家、肉铺13家、书店16家、装饰品店8家、银行门店19家、美容美发店89家、汽车维修店73家。市区北部建有欧尚大型购物商场，市中心亦有商业集市。

### 体育
2019年，马蒂格境内共有1家游泳池、10间体育馆、2座综合体育场、21处网球场、5处马术场、9处足球或橄榄球场、5处篮球或排球场以及0处高尔夫球场。
截至2021年4月，马蒂格境内共有三支注册足球俱乐部。其中馬堤古斯足球會是当地的代表性足球队，成立于1921年，曾在1993至1996年间参加法国足球甲级联赛，2020至2021赛季参加法国全国乙组联赛（法丁），其主场弗朗西斯·蒂尔康球场可同时容纳超过1.1万名观众，是当地规模最大的体育设施。

### 环境
马蒂格的环境事务由其所属的公共社区负责。2019年，马蒂格境内共有12家污染企业。

### 治安
2019年，马蒂格市镇范围内有1处派出所。
2014年，马蒂格及附近地区共发生各类案件5,436起，其中盗窃类案件3,930起，经济类案件344起，毒品交易类案件244起。

## 文化
2019年，马蒂格境内共有1家剧场、2家电影院、1家博物馆和1家音乐厅。马蒂格市政府提供多媒体中心，向公众全年开放。

### 建筑
马蒂格境内有多处历史建筑，其中马蒂格岛圣玛德莲教堂、圣热内教堂等为法国国家文物保护单位，此外可平行旋转的卡龙特大桥则是当地的地标性建筑物。

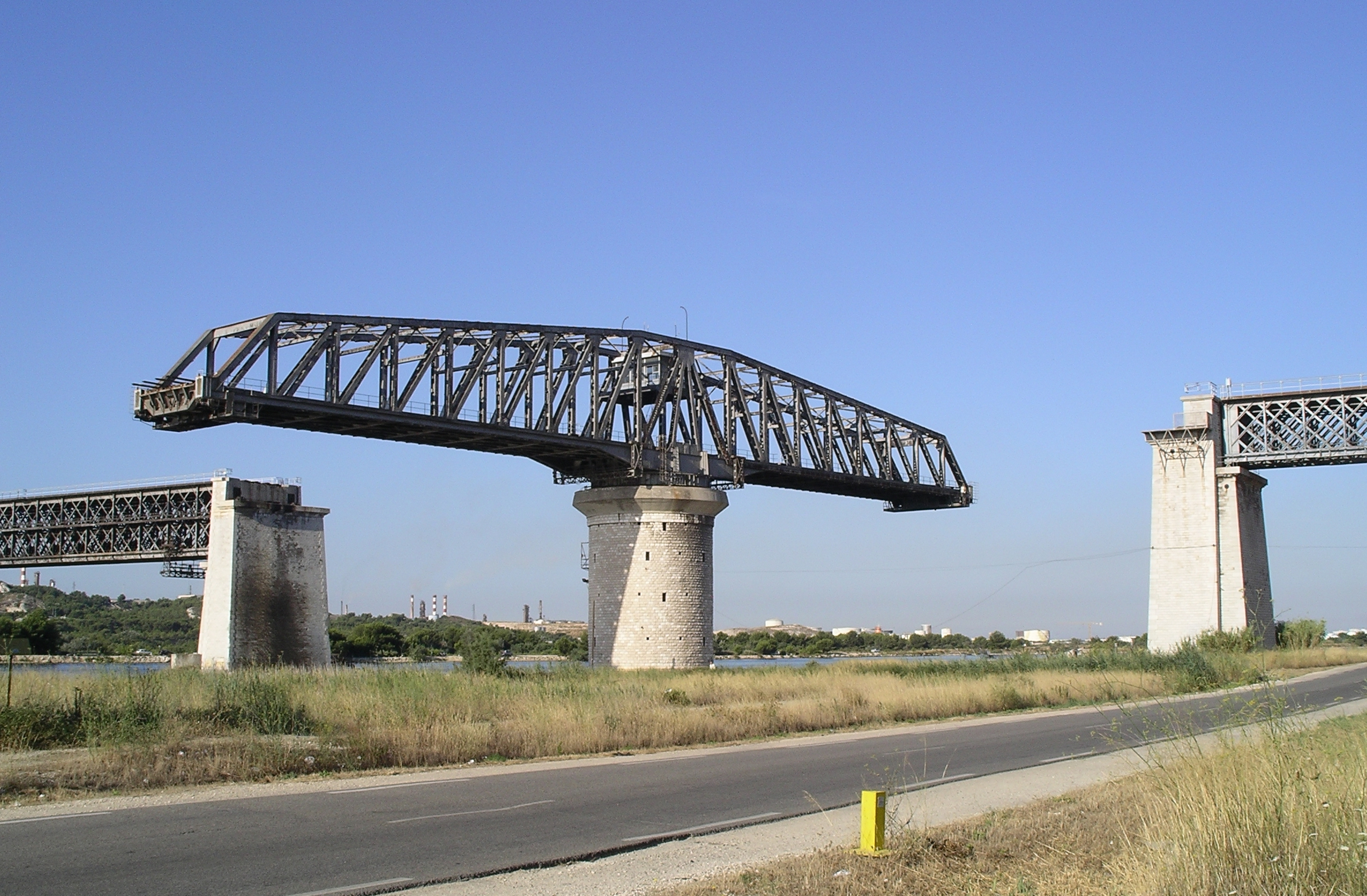
旋转中的卡龙特大桥
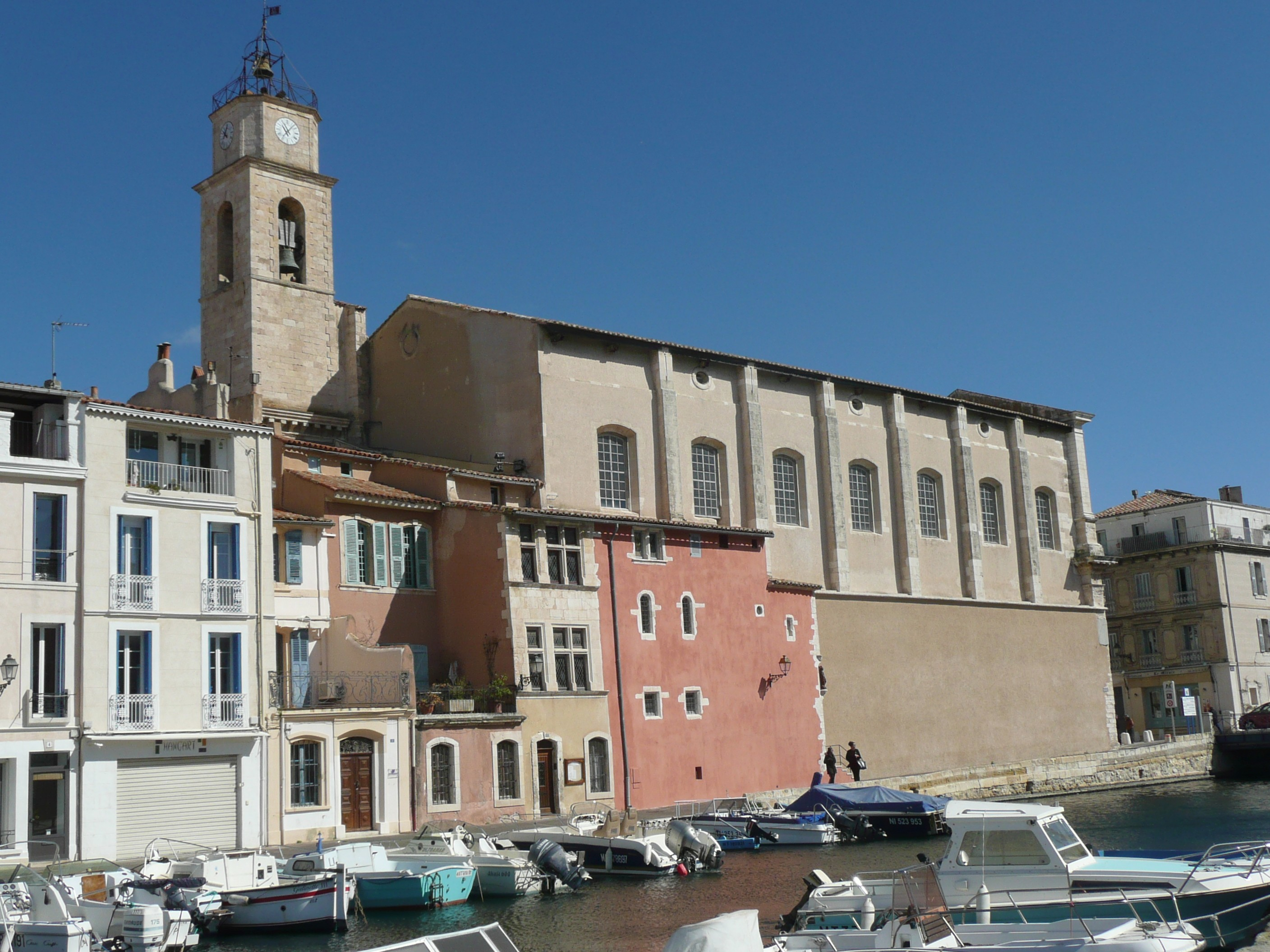
岛屿圣玛德莲教堂（法语：Église Sainte-Madeleine-de-l'Île de Martigues）
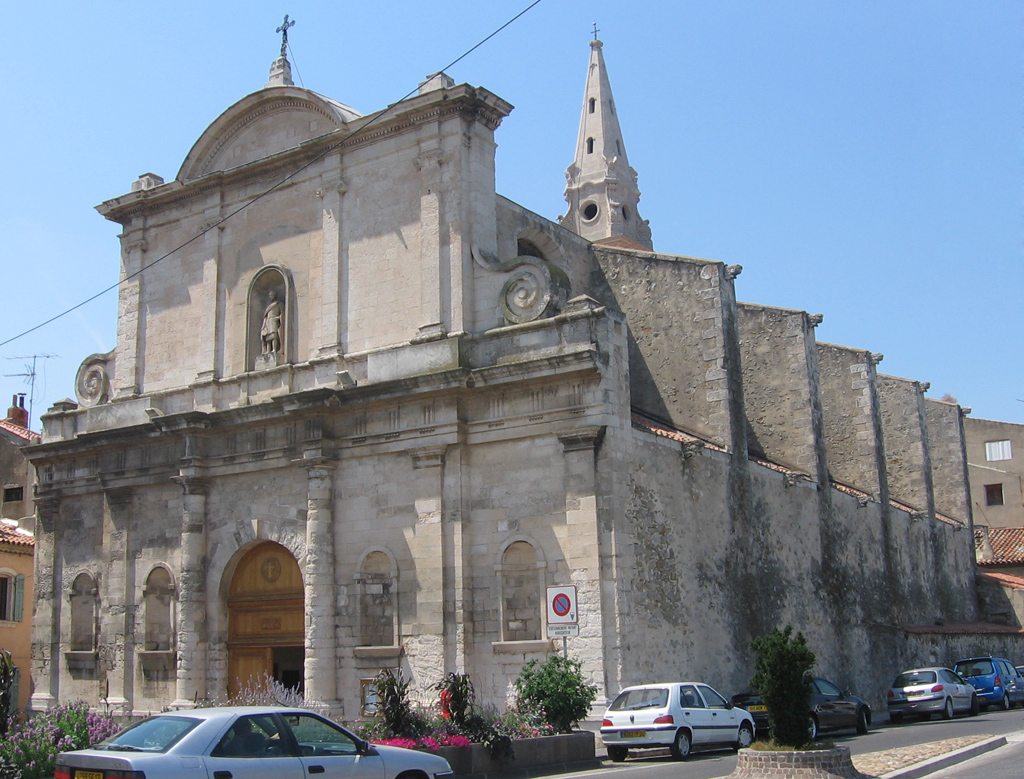
圣热内教堂（法语：Église Saint-Geniès de Martigues）
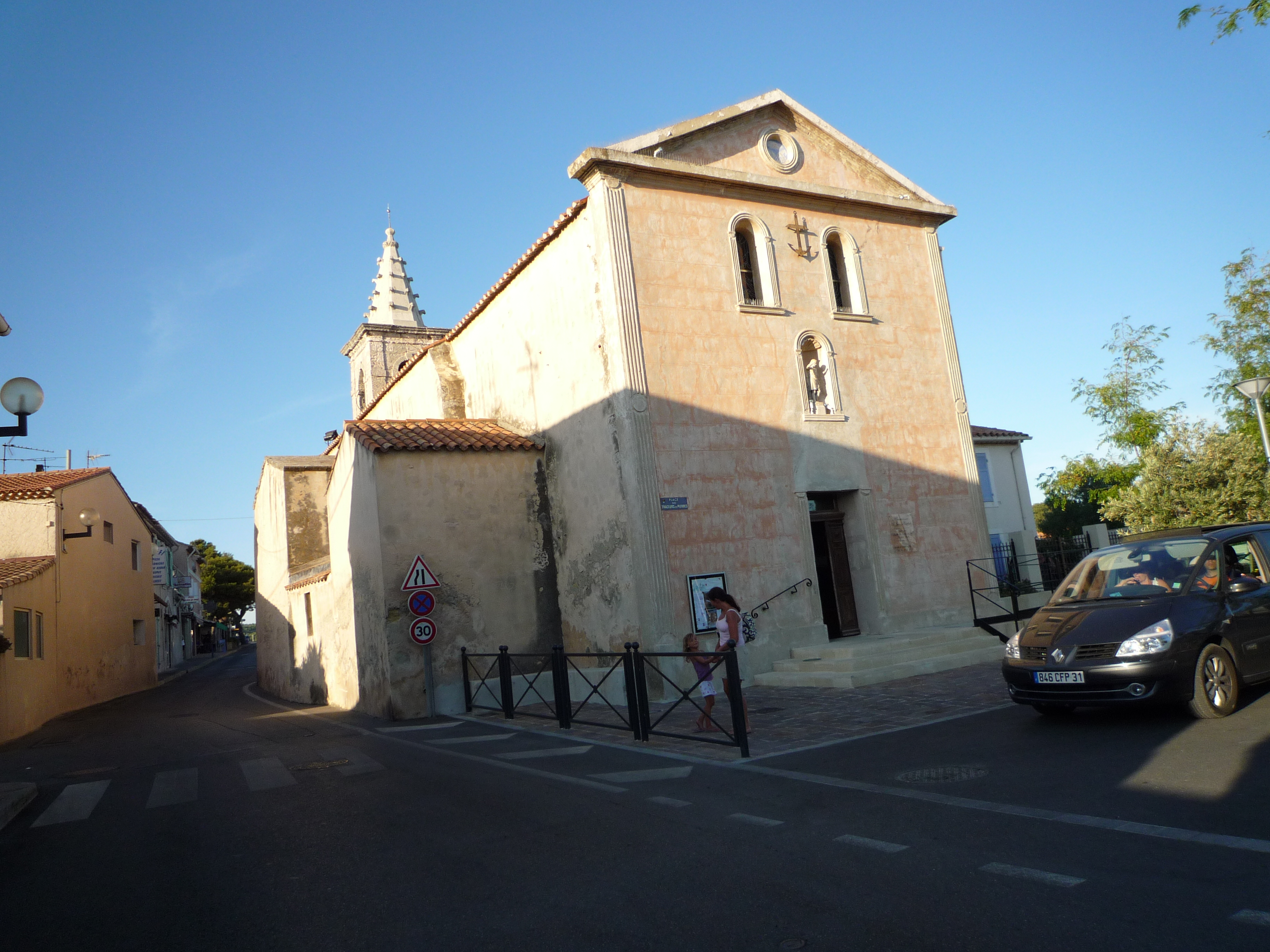
圣让巴蒂斯德教堂
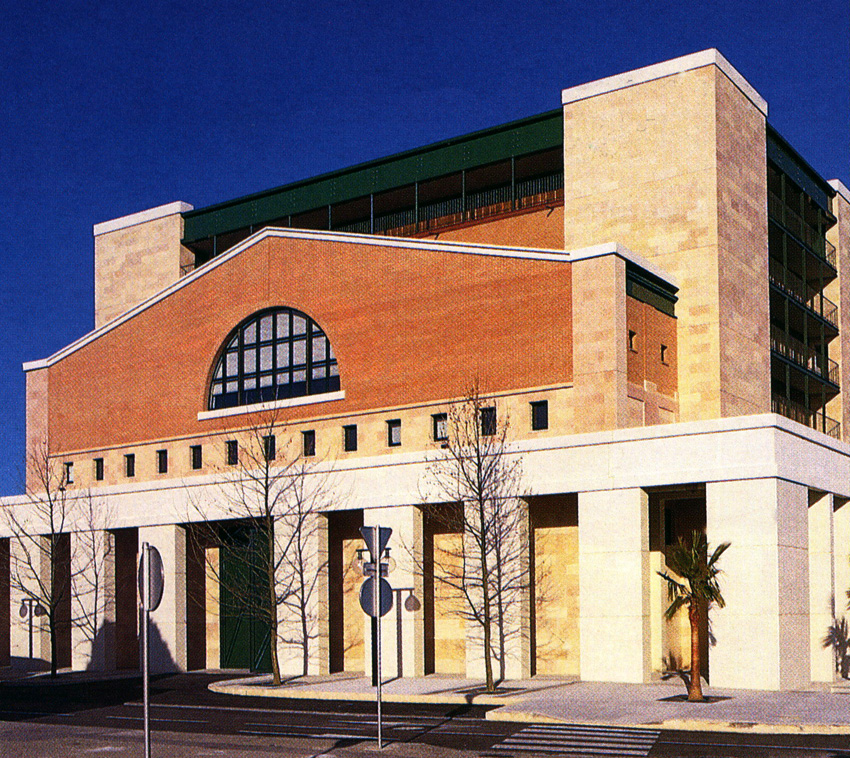
市政剧场
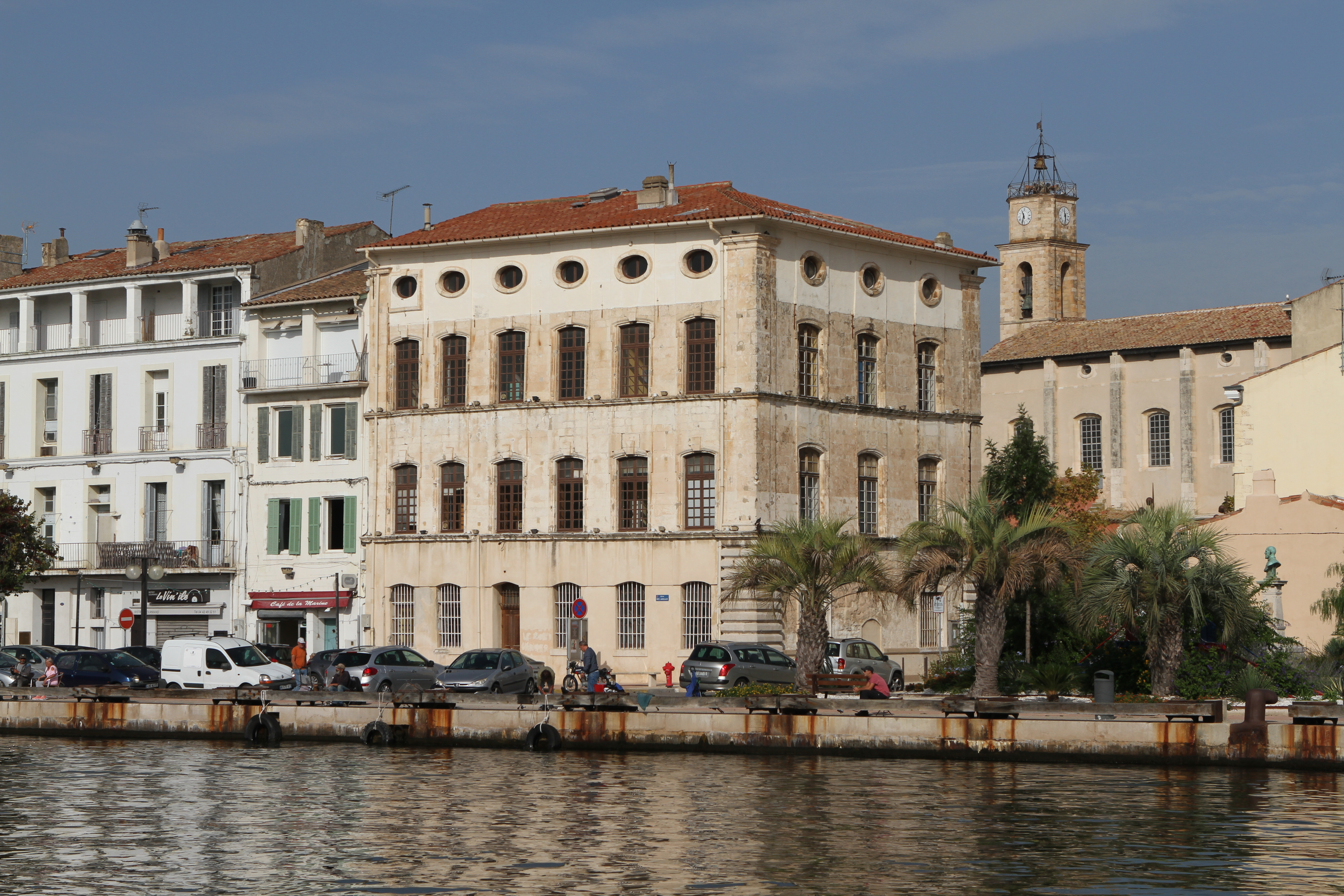
一处历史建筑

### 旅游
马蒂格的旅游事务由其所属的公共社区负责。2020年，马蒂格境内共有10家宾馆共计448间房间；另有9个露营地，可容纳共1,276辆露营车。

### 媒体
法国主要的媒体均可在马蒂格接收，法国电视三台下属的普罗旺斯-阿尔卑斯-蓝色海岸大区频道在部分时段播出马蒂格所属区域的地方新闻。

## 相关人物
法国画家约瑟夫·博兹、政治人物艾蒂安·里绍、作家夏尔·莫拉斯、足球守门员洛朗·迪洛尔托、足球员罗德·法尼、安德雷-皮埃尔·吉尼亚克、约翰·莫洛和马赫迪·卡马拉出生于马蒂格。

## 友好城市
截至2021年4月，马蒂格暂未建立任何友好城市关系。